# Impresor
Impresor, según el Diccionario de la lengua española, puede hacer referencia a algo o alguien «que imprime».
Así, puede ser quien imprime o realiza esta actividad como oficio, o la persona que dirige una imprenta o es su propietaria.
También a la máquina que, conectada a una computadora u otro dispositivo electrónico, imprime los resultados de las operaciones.